# Jean-Pierre Le Tailleur de Boncourt
Pour les articles homonymes, voir Boncourt.
Jean-Pierre Le Tailleur de Boncourt est un architecte français, né à Paris en 1700, mort à Paris le 1er août 1757.
Il est aussi appelé Jean-Pierre Boncourt.

## Biographie
Il a été lauréat du grand prix de l'Académie royale d'architecture en 1724, ancêtre du prix de Rome sur le sujet suivant : un grand autel pour une église cathédrale. Il ne va pas à Rome.
Il est cité sous le nom de Jean-Pierre Boncourt, architecte de bâtiments du roi, demeurant dans l'enclos du Temple, en 1734, dans une procédure de récupération d'une œuvre après la mort de Noël-Nicolas Coypel,. 
Il a été candidat à l'Académie royale d'architecture en 1735.
En 1745, il travaillait pour les Pères de Nazareth. Le 1er août 1746, les pères ont passé  un marché avec Jean-Pierre Le Tailleur de Boncourt pour construire dans leur couvent, rue du Temple, près de l'Église Sainte-Élisabeth-de-Hongrie, un bâtiment conventuel de 80 pieds de long (26 mètres) par 26 pieds de large (8,50 mètres) avec un rez-de-chaussée pour leur réfectoire et deux étages réservés pour les cellules et un comble brisé
Il a donné des projets pour la décoration des fêtes de la Ville de Paris.
Il a fait son testament le 31 juillet 1757 et demeure rue des Vieux-Augustins.